# Simulium aureofulgens
Simulium aureofulgens es una especie de insecto del género Simulium, familia Simuliidae, orden Diptera.
Fue descrita científicamente por Terteryan, 1949.